# Scaramuccia

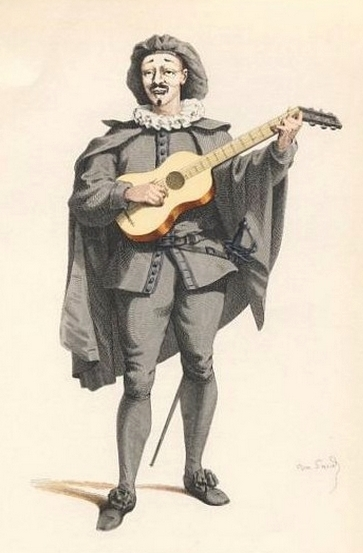
Scaramuccia z cyklu „Masques et bouffons“ („Maski i błazny“) Maurice Sand 1860

Scaramuccia (wł. „potyczka, sprzeczka”), Scaramuzzo, fr. Scaramouche – postać komiczna Commedia dell’arte, przedstawiająca pochodzącego z Neapolu żołnierza-samochwałę. 
Scaramuccia pojawił się w sztukach commedia dell’arte około roku 1680, zastępując postać Kapitana. Występował w czarnym kostiumie hiszpańskiego wojaka. 
Na końcu komedii za swoje samochwalstwo zbierał cięgi z rąk Arlekina.
Występujący we Francji aktor włoski Fiorillo Tiberio (zm. 1694) przybrał sobie pseudonim sceniczny Scaramouche. 
Aleksander Fredro stworzył w „Zemście” podobną postać Papkina.
Francuski kompozytor Darius Milhaud uwiecznił postać Scaramouche w wirtuozowskim utworze pod tym tytułem napisanym w 1936 r. na dwa fortepiany lub saksofon altowy, względnie klarnet z orkiestrą.

## Internet
- Angelo Constantini: La Vie de Scaramouche (1699), University of Utah, Digital Collections